# Ferenc Csongrádi
Ferenc Csongrádi  (ur. 29 marca 1956 w Apácatornie) – były węgierski piłkarz występujący na pozycji pomocnika. Trener piłkarski.

## Kariera klubowa
Csongrádi zawodową karierę rozpoczynał w 1974 roku w Videotonie. W 1976 roku wywalczył z nim wicemistrzostwo Węgier, a w 1985 roku dotarł do finału Pucharu UEFA, jednak Videoton przegrał tam w dwumeczu z Realem Madryt. W 1987 roku odszedł do ekipy Rába ETO. Spędził tam rok. Potem grał w drużynie Veszprém FC. W 1989 roku wyjechał do Austrii, by grać w tamtejszym Lamzenkirchen, gdzie w 1991 roku zakończył karierę.

## Kariera reprezentacyjna
W reprezentacji Węgier Csongrádi zadebiutował 27 marca 1976 roku w wygranym 2:0 towarzyskim spotkaniu z Argentyną. W 1982 roku został powołany do kadry na Mistrzostwa Świata. Zagrał na nich w meczu z Belgią (1:1). Z tamtego turnieju Węgry odpadły po fazie grupowej. W latach 1976–1984 w drużynie narodowej Csongrádi rozegrał w sumie 24 spotkania.